# Prezident Sovětského svazu
Prezident Sovětského svazu byla funkce hlavy státu, která byla v zemi zavedena v roce 1990 jako součást tzv. perestrojky, neboli přestavby společnosti. Před vznikem této pozice bylo kolektivní hlavou státu prezídium Nejvyššího sovětu, jehož předseda je někdy také nazýván prezidentem. 
Prvním a posledním prezidentem SSSR byl Michail Sergejevič Gorbačov, a to od 15. března 1990 do 25. prosince 1991, s krátkou přestávkou v létě 1991, kdy došlo k levicovému pokusu o puč, vedenému samozvaným Generálním výborem pro výjimečný stav (GKČP - Генеральный комитет по чрезвычайному положению), kdy se na období 19. - 21. srpna 1991 stal úřadujícím prezidentem Genadij Janajev.
Funkce zanikla Gorbačovovou rezignací oznámenou 25. prosince 1991 v přímém přenosu. Již krátce před tím byla ze žerdi nad Kremlem spuštěna vlajka SSSR a nahrazena Ruskou vlajkou, a údajně toho dne předal ruskému prezidentovi Jelcinovi a jeho lidem jaderný kufřík na jedné z kremelských chodeb. Následující den pak rozpad SSSR potvrdil svým usnesením Nejvyšší sovět. 

## Volba
Přestože novelizovaná ústava SSSR stanovila, že prezident bude bude volen přímo občany, jediná volba se konala v březnu 1990 a byla parlamentní. Gorbačov byl jediným kandidátem, ministr vnitra Vadim Bakatin a předseda rady ministrů Nikolaj Ryžkov své kandidatury stáhli. K vítězství stačila prostá většina, a jelikož Gorbačov získal 59,2 procenta hlasů, 15. března se ujal funkce.
| Hlasování sjezdu lidových poslanců | hlasů | %      |
| ---------------------------------- | ----- | ------ |
| Pro                                | 1329  | 59 198 |
| Proti                              | 495   | 22 048 |
| Zdržel se/neplatný hlas            | 54    | 2 405  |
| Nepřítomen                         | 367   | 16 347 |
| Celkem                             | 2245  | 100    |

## Pravomoci
Novela Ústavy SSSR zavádějící tento post se inspirovala postavením amerického a francouzského prezidenta. Podle článku 127.3 prezident mimo jiné:
- působí jako garant dodržování práv a svobod sovětských občanů, ústavy a zákonů SSSR;
- přijímá nezbytná opatření k ochraně suverenity SSSR a svazových republik, bezpečnosti a územní celistvosti země, k provádění zásad národního státního uspořádání SSSR;
- zastupuje SSSR ve vnitřních věcích i v mezinárodních vztazích;
- zajišťuje součinnost nejvyšších orgánů státní moci a správy SSSR;
- sjednává a podepisuje mezinárodní smlouvy jménem SSSR; přijímá pověřovací listiny diplomatických zástupců cizích států; jmenuje a odvolává diplomatické zástupce SSSR v cizích státech a v mezinárodních organizacích; uděluje nejvyšší diplomatické hodnosti a další zvláštní tituly;
- předkládá výroční zprávy o stavu země Sjezdu lidových poslanců SSSR; informuje Nejvyšší sovět SSSR o nejdůležitějších otázkách vnitřní a zahraniční politiky SSSR...
- má právo pozastavit výkon usnesení a nařízení Rady ministrů SSSR;
- koordinuje činnost státních orgánů k zajištění obrany země; je vrchním velitelem ozbrojených sil SSSR, jmenuje a nahrazuje vrchní velení ozbrojených sil SSSR, uděluje nejvyšší vojenské hodnosti; jmenuje soudce vojenských soudů;
- uděluje řády a medaile a čestné tituly SSSR;
- rozhoduje o otázkách udělení občanství SSSR a jeho zbavení, jakož i udělení azylu; uděluje milost;
- vyhlašuje všeobecnou nebo částečnou mobilizaci; vyhlašuje válečný stav v případě vojenského útoku na SSSR a neprodleně předkládá tuto záležitost k posouzení Nejvyššímu sovětu SSSR; vyhlašuje v určitých oblastech stanné právo v zájmu ochrany SSSR a bezpečnosti jeho občanů

## Galerie

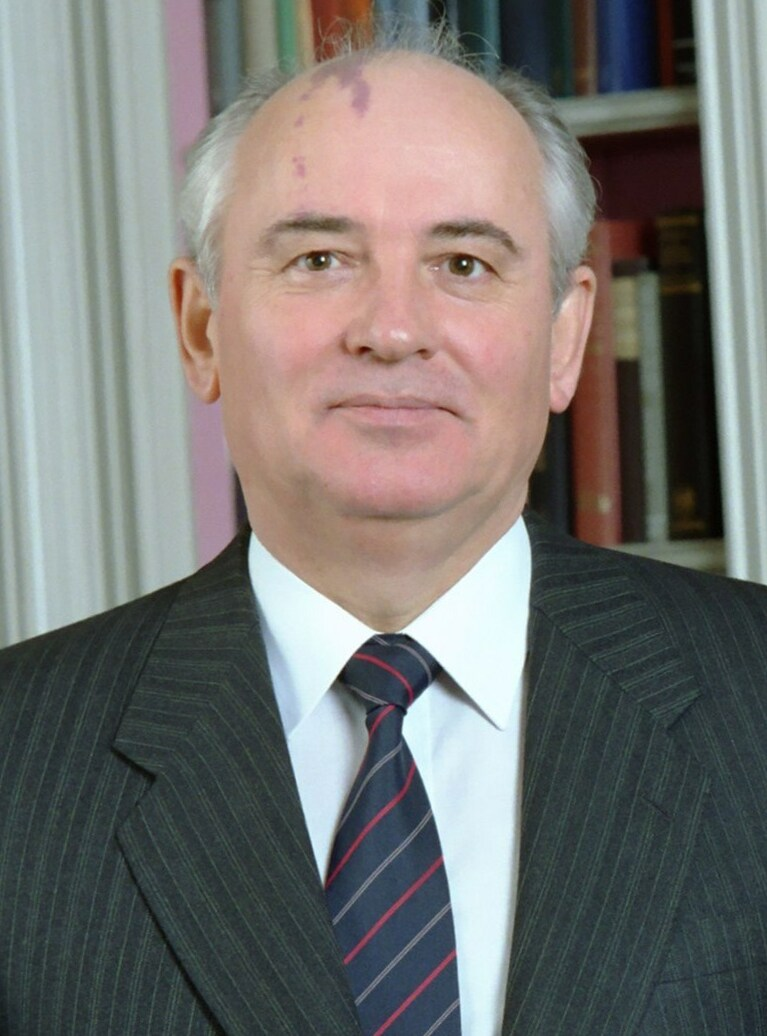
Prezident Michail Gorbačov
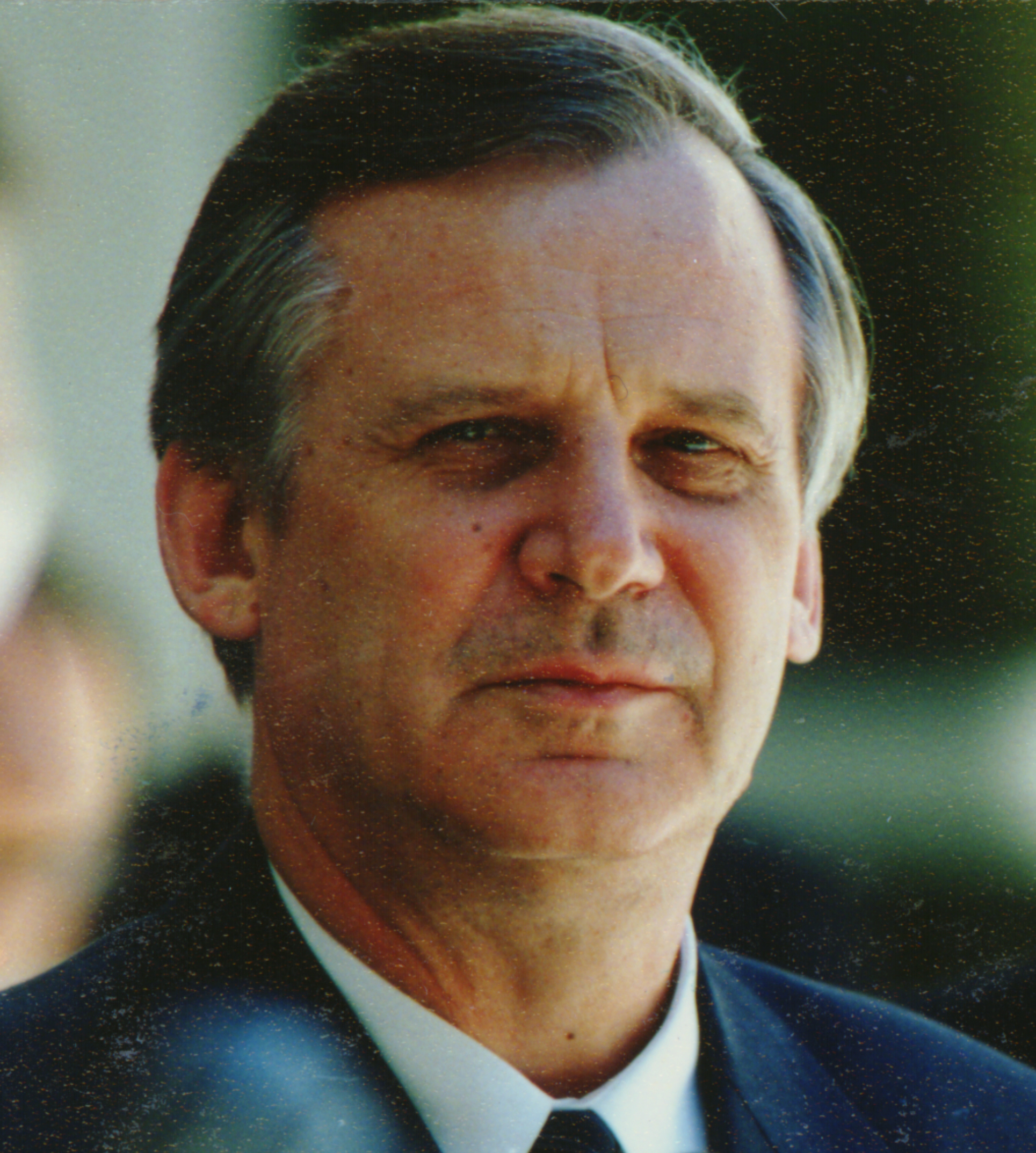
Kandidát na prezidenta Ryžkov
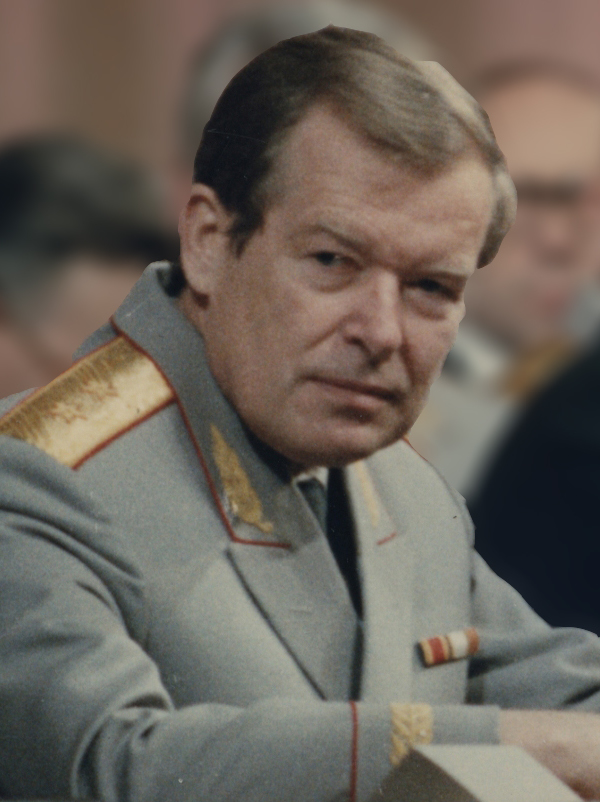
Kandidát na prezidenta Bakatin
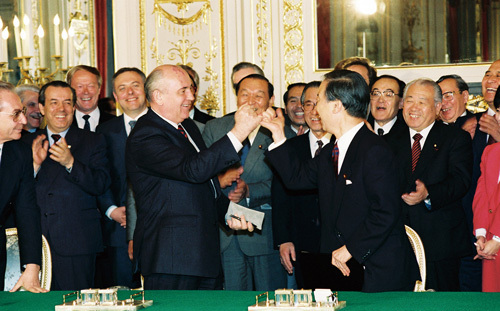
Prezident Gorbačov na jednání s Tošikim Kaifuem, 18. dubna 1991